# Yaghmoracen Ibn Ziane
Yaghmoracen Ibn Ziane — ou Yghomracen Ibn Zyan, ou encore Yaghmoracen Ibn Zyan — (en berbère :  ⵉⵖⵎⵓⵔⴰⵙⵏ ⵓ ⵣⵢⴰⵏ (Iɣumrasen U Zyan ou Iɣmurasen U Zyan), né en 1206 et mort en mars 1283 est le fondateur de la dynastie berbère des Zianides en 1235. Il a fait de Tlemcen, en  Algérie, sa capitale. Sous son règne, le royaume de Tlemcen s'étend sur le Maghreb central.

## Nom
Dans son commentaire du livre hagiographique d'Ibn al-Zayyat al-Tadili (Tasawwuf), Ahmed Toufiq explique que Yaghmor en berbère signifie « le viril/étalon » alors que le préfixe asen signifie « sur eux ». Donnant ainsi à « Yaghmorasen » un sens proche de « celui qui l'emporte sur eux ».

## Origine
Les Zianides sont des Berbères zénètes. En 1228, un cheikh des Banu Abdel Wad, Jabr beb Yusuf, est nommé gouverneur par le calife almohade. Puis son fils, son frère et enfin son cousin Zegdan ben Zyan de la branche des Banu Ziane lui succèdent. A son décès en 1235/36 le gouvernorat revient à son frère Yaghmoracen Ibn Ziane.
Ibn Khaldoun mentionne des anecdotes à son sujet. Ainsi, Yaghomracen ayant entendu des généalogistes qui voulait le faire descendre de Mahomet, s'exprima en langue berbère locale et dit ceci : « Si c'est vrai, cela nous profitera auprès d'Allah ; mais, dans ce monde, nous devrons notre succès qu'à nos épées »,,. Quand les architectes ont voulu inscrire son nom sur un minaret qu'il avait fait élever, il répondit dans un dialecte berbère zénète: « Dieu sait » (Issen Rebbi).

## Souverain zianide
Lors de la décadence de l'empire des Almohades, Tlemcen se révolte contre le calife Almohades en 1236,
le pouvoir tribal échoit aux mains de Yaghmoracen Ibn Ziane. Dès 1236, il cesse de reconnaître le califat almohade et se pare du titre d’émir des musulmans. Yaghmoracen affronte les Almohades à l'ouest, qui désirent récupérer Tlemcen et résiste à l'est, aux ambitions de ses voisins Hafsides.
Après sa victoire sur le calife almohade al-Sa’id en 1248, il devient à la tête d’un État dont la vigueur se fortifie au long de son règne. Son long règne est l’un des facteurs de la stabilité du royaume zianide, malgré les luttes intenses contre les Almohades, les Hafsides et les Mérinides. En 1251-1252, jouant à la fois de la diplomatie et de la force, il étend sa souveraineté sur les tribus berbères du Bas Chélif à la Mitidja et sur des Arabes bédouins du Maghreb central.
Yaghmorasan est à la fois homme de guerre acharné ainsi qu'un administrateur avisé. Ces marches militaires ne l'empêchèrent pas de mettre en place une administration solide. Georges Marçais estimait qu'elle avait été plus développée que celles de ses  voisins. Les postes de gouverneurs revenaient à des membres de sa famille. Ses fils et neveux étaient nommés dans les principales villes du Royaume : Oujda, Nedroma, Oran, Mazouna, Ténès, Miliana, Médéa, Alger et Dellys. L'administration centrale (le makhzen) avait été confiée à des familles andalouses.
Yaghmoracen meurt fin février 1283 près de Djidiouia à son retour de Miliana où il était allé accueillir une princesse hafside destinée à son fils et successeur Abu Said Uthman I. Sur son lit de mort, il aurait conseillé son fils successeur de renoncer d’attaquer les Mérinides pour se concentrer à l’est.